# ROV

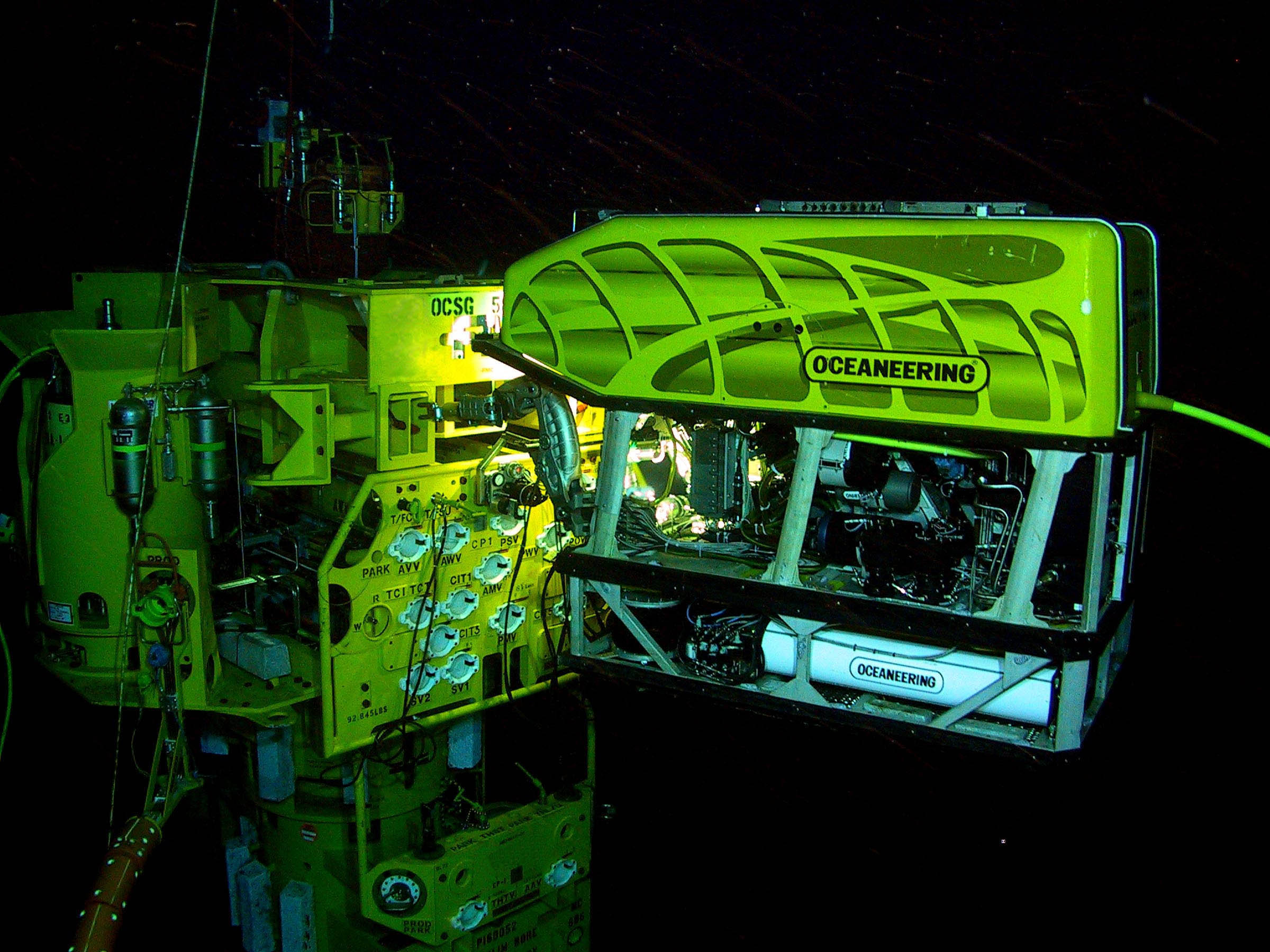
水中で作業中のROV

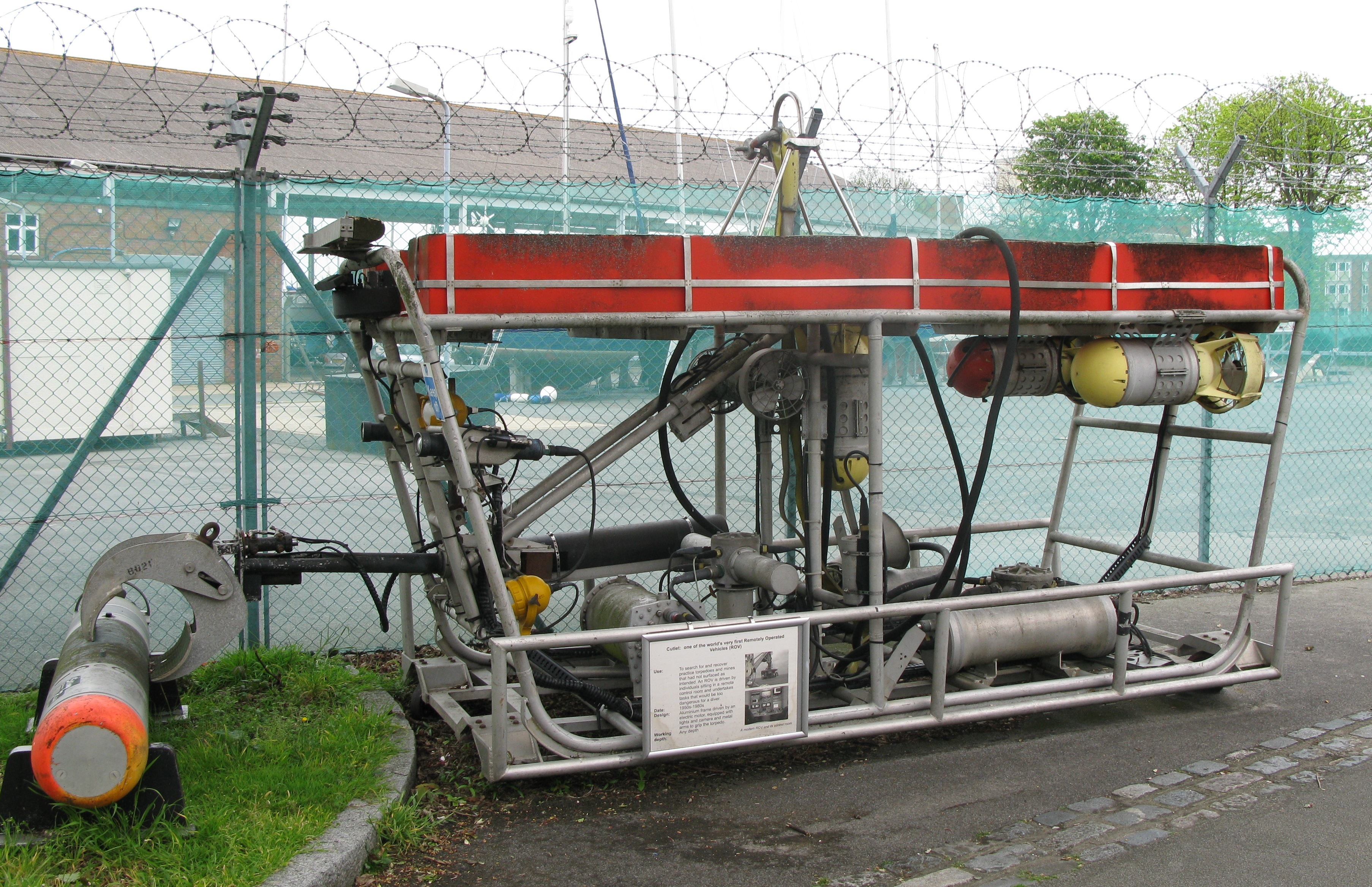
1950年代にイギリス海軍で魚雷と機雷を回収する為に初めて使用されたROV (Cutlet)

ROV（英語: remotely operated vehicle）は、遠隔操作型の無人潜水機である。

## 概要
海洋研究開発機構では遠隔操作型無人探査機、またメーカーによっても、小型有索式水中ロボット（三井造船）、有索式無人潜水機（三菱重工業）、水中ロボット（日本海洋）、水中テレビロボット（キュー ･ アイ）など、日本語訳は多彩である。なお、スタンドアローンで自律的に活動できる無人潜水機はAUVとして区別されるが、海洋研究開発機構のMROVのように、両方の機能を兼ね備えたハイブリッド型も登場している。
遠隔操作するので水中では電波が届く範囲が限られるので水中カメラの映像は有線や圧縮して超音波で送られる場合が多い。有線式は動力は母船から有線で供給される物と、内部の蓄電池から電力を供給して情報のみ有線でやり取りする形式がある。後者は水中でのケーブルが細い為、運動性が良くなるが、活動時間が限られる。ソナーやマニピュレータを備えた物もある。
船上から遠隔操作するものだけでなく、タイタニック号の調査に用いられたジェイソンJrの様に有人潜水艇から操作するものもある。
超音波で画像を送る場合、電磁波に比べ帯域が限られるため、圧縮してコマ数を落としたものが送られる。
大半のROVはビデオカメラと照明を備える。拡張機器を備える事は機体の能力を向上させる。ソナーや磁力計や写真機やマニピュレータや切断装置、水採取装置や水の透明度や光浸透性、温度を測定する機材を備える場合もある。

## 歴史
世界で最初のROVは、アメリカ海軍が1965年に機雷掃海や海底に沈んだ装備品や人命救助のために開発したCURV（Cable-controlled Undersea Recover Vehicle）である。1966年1月17日、スペイン南部上空で米軍の爆撃機と補給機が空中衝突し、水素爆弾4個が地上と海中に落下したパロマレス米軍機墜落事故にCURV-1が投入され、沈没から81日後、回収に成功した。これを契機として石油、ガス産業は大陸棚での油田、ガス田の開発における作業を支援するためのROVを開発するなど用途が広がった。
1973年、アイルランド沖で起きた深海潜水艦事故で、ROVが潜水艦に取り残された乗員の救助に成功したことで、改めてROVの深海における有効性が認識された。その後、1975年頃から北海油田開発など多くの海底開発でROVが投入されるようになった。
1980年代後半は、原油価格の下落と世界的な景気後退による油田開発の縮小の影響を受け、油田開発に用いられていたROVは他の用途にも利用されるようになる。これらの用途の範囲は単純な海洋構造物の点検からパイプラインとプラットホームの接続や水中にマニホールドを設置したりする用途まである。海洋開発において造成から修理や整備にまで使用される。特にタイタニック号や戦艦「ビスマルク」、航空母艦「ヨークタウン」、蒸気船「セントラル・アメリカ」等、多くの沈没船の調査に使用されてきた。
2010年代になると、産業および趣味・娯楽向けに非常に安価で高性能な小型ROVが発表される。中国を中心にアメリカ・日本などのベンチャー企業が、多くの種類の小型ROVの販売を始めている。また、1000mまで潜行可能な小型 ROVを開発するベンチャー企業が、海洋資源・水産資源ビジネスへの応用に展開しており、今後の用途の広がりが期待されている。

## 製造
通常のROVはアルミニウム製のシャーシの上に浮力を得るために浮力材を備える。シンタクチックフォームは浮力材としてよく使用される。工具やセンサーは底部に設置される。軽量な部材は上部に重量物は底部に設置され全体のシステムは浮力中心と重心の間に分けられる。これにより水中での作業を行う為の安定性と剛性がもたらされる。
電力線は海水による腐食を防ぐ為に油で満たされた管の中に入れられる。推進器は通常全3軸で全ての制御をもたらす。カメラ、照明、マニピュレータはROVの前か機動性を助けるために後部につけられる場合もある。
大半の作業用ROVは前述のように製造されるがROVの製造はこの様式のみではない。特定の用途の小型のROVはそれぞれの用途に応じた大きく異なる設計である。

## 軍用ROV

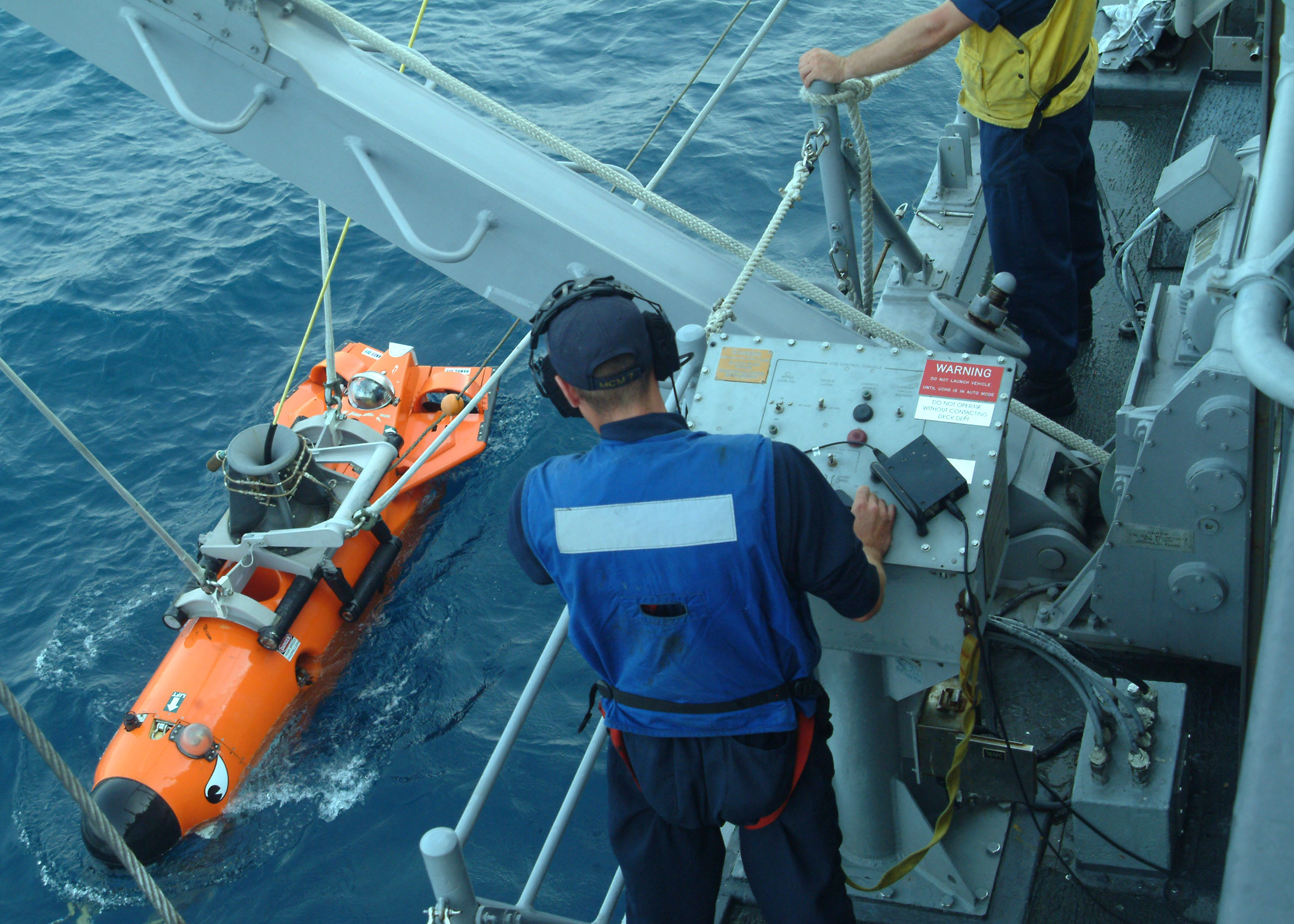
AN/SLQ-48 MNS

対機雷戦分野においては、1970年代よりROVが活用されていた。最初に実用化されたのはフランスのPAP-104であり、その後、日本の75式機雷処分具S-4、アメリカのAN/SLQ-48 MNS、スウェーデンのシー・イーグルなど各国で実用化された。これらはいずれも機雷処分用の機雷処分具であるが、日本のS-10ではさらに機雷探知機としての機能も統合されている。
2000年10月、アメリカ海軍はMystic DSRVを基にした有人深海救難艇と支援船を加圧式救難モジュールと呼ばれる有索式無人潜水機を基にした潜水艦救難潜水再加圧システム(SRDRS)に置き換えることを始めた。試験に数年かけ、続いて複数の国の艦隊の潜水艦が演習に携わった。

## レスキュー ROV
軍用とも一部重なるが、自然災害時に遺体捜索や瓦礫の撮影等のためにも使われる。
日本では2011年3月11日の東日本大震災において、主として遺体捜索や瓦礫撮影、地形調査などのために水中探査ロボットが導入された。東京工業大学などが開発した「Anchor Diver 3」、三井造船の「RTV」2台、米Seamor Marineの「seamor-ROV」、米SeaBotixの「SARbot」などが使われた。RTVを使った捜索では、2011年4月29日～5月1日までの3日間で2遺体などを発見した（海保に通報、引き揚げ）。

## 製造会社
- SMD
- Schilling Robotics
- Eco Line France
- Oceaneering International, Inc.
- VideoRay.
- GNOM ROV — Indel-Partner, Ltd
- Phoenix International, Inc.
- Ocean Modules.
- SeaBotix.
- Deep trekker inc.
- Reach Robotics

## 文献
- 浦環、高川真一『海中ロボット総覧』成山堂書店、1994年。ISBN 978-4-425-56021-9。
- 浦環、高川真一『海中ロボット』成山堂書店、1997年。ISBN 9784425560417。